# تربية تقليدية
يشير مصطلح التربية التقليدية إلى تقليد عريق في علم التربية، يعود بجذوره إلى اليونان وروما القديمتين، حيث وُضعت أسس الحياة الفكرية والثقافية الغربية. تتمحور التربية التقليدية في جوهرها حول دراسة الفنون المتحررة، التي شملت تاريخيًا الثلاثية (القواعد والبلاغة والمنطق) والرباعية (الحسابيات والهندسة الرياضية والموسيقى وعلم الفلك). يهدف هذا النموذج التعليمي إلى تنشئة أفراد متكاملين، مزودين بالمعرفة والمهارات اللازمة للانخراط في الحياة العامة، والتفكير النقدي، والسعي وراء الفضائل الأخلاقية والفكرية.